# Adad-nirari III.
Adad-nirari III. je bil kralj Asirije, ki je vladal od leta 811 do 783 pr. n. št., * ni znano, † 783 pr. n. št.

## Družina
Adad-nirari III. je bil sin in naslednik kralja Šamši-adada V. Ob prihodu jna prestol je bil očitno zelo mlad, ker je imela prvih pet let njegovega vladanja zelo  velik vpliv njegova mati Šamuramat, četudi ni bila regentka. Šamuramat je postala legendarna kraljica Semiramida.
Adad-nirari je bil oče kraljev  Ašur-nirarija V., Šalmaneserja IV. in Ašur-dana III.  Za njegovega sina se je na svojih napisih razglašal tudi Tiglat-Pileser III., čeprav to morda ni bil.

## Življenjepis
Prva leta Adad-nirarijevega vladanja so zaznamovali spori z očetom, ki so povzročili resno oslabitev asirske oblasti v Mezopotamiji in odprli pot ambicioznim vojaškim  častnikom, guvernerjem in lokalnim vladarjem. 
Adad-nirarijevi napisi kažejo, da je vodil več vojnih pohodov na vse strani, s katerimi je nameraval Asiriji vrniti moč, ki jo je imela pod njegovim starim očetom Šalmaneserjem III. Med pomembnejše vojaške operacije spadajo obleganje Damaska v času Ben-Hadada III. leta 796 pr. n. št. Obleganje je vodilo k propadu damaščanskega Aramejskega kraljestva in omogočilo obnovo Izraela pod kralji Joasom, Jehoašem, ki je takrat plačeval davek asirskemu kralju, in Jeroboamom II.
V 18. (zadnjem) letu vladanja leta 783 pr. n. št. je zgradil Nabujev tempelj v Ninivah. 
Asirija je kljub njegovim naporom po njegovi smrti zašla v več desetletij dolgo obdobje šibkosti. 